# Seznam danskih pesnikov
Seznam danskih pesnikov.

## A
- Jeppe Aakjær
- Emil Aarestrup
- Naja Marie Aidt
- Hans Christian Andersen
- Anders Arrebo

## B
- Jens Immanuel Baggesen
- Steen Steensen Blicher
- Cecil Bødker (1927-2020)
- Ludvig Bødtcher
- Per Aage Brandt

## C
- Inger Christensen

## D
- Ernesto Dalgas
- Tove Ditlevsen
- Holger Drachmann

## E
- Johannes Ewald

## F
- Jens Fink-Jensen

## G
- Karl Adolph Gjellerup
- N. F. S. Grundtvig (Nikolai Frederick Severin Grundtvig)

## H
- Johannes Carsten Hauch
- Johan Ludvig Heiberg
- Piet Hein
- Henrik Hertz

## I
- Bernhard Severin Ingemann

## J
- Jens Peter Jacobsen

## K
- Hans Vilhelm Kaalund
- Søren Kierkegaard
- Thomas Kingo
- Erik Knudsen
- Tom Kristensen

## L
- Jørgen Leth

## M
- Kaj Munk

## N
- Jørgen Nash
- Erwin Neutzsky-Wulff

## O
- Adam Oehlenschläger

## P
- Frederik Paludan-Müller
- Nis Petersen

## R
- Helge Rode

## S
- Sophus Christian Frederik Schandorph
- Villy Sørensen
- Henrik Steffens
- Michael Strunge
- Ambrosius Stub

## T
- Pia Tafdrup
- Søren Ulrik Thomsen
- Dan Turell

## W
- Christian Winther